# Megatrichobates striatus
Megatrichobates striatus är en kvalsterart som beskrevs av Grobler 2000. Megatrichobates striatus ingår i släktet Megatrichobates och familjen Oribatulidae. Inga underarter finns listade i Catalogue of Life.